# Symplocos naniflora
Symplocos naniflora là một loài thực vật có hoa trong họ Dung. Loài này được L.M. Kelly & Almeda mô tả khoa học đầu tiên năm 2002.